# Baetis elazigi
Baetis elazigi is een haft uit de familie Baetidae. De wetenschappelijke naam van de soort is voor het eerst geldig gepubliceerd in 1981 door Berker.
De soort komt voor in het Palearctisch gebied.